# Santuario della Madonna della Ceriola
Il santuario della Madonna della Ceriola è un edificio di culto cattolico situato nel comune di Monte Isola, in provincia di Brescia.

## Collocazione
Il santuario si trova a quota 600 m s.l.m. nel punto più elevato dell'isola, dal quale si gode di un ampio panorama sul lago di Iseo e sulle montagne che lo circondano. La località più vicina al santuario è Cure.

## Storia

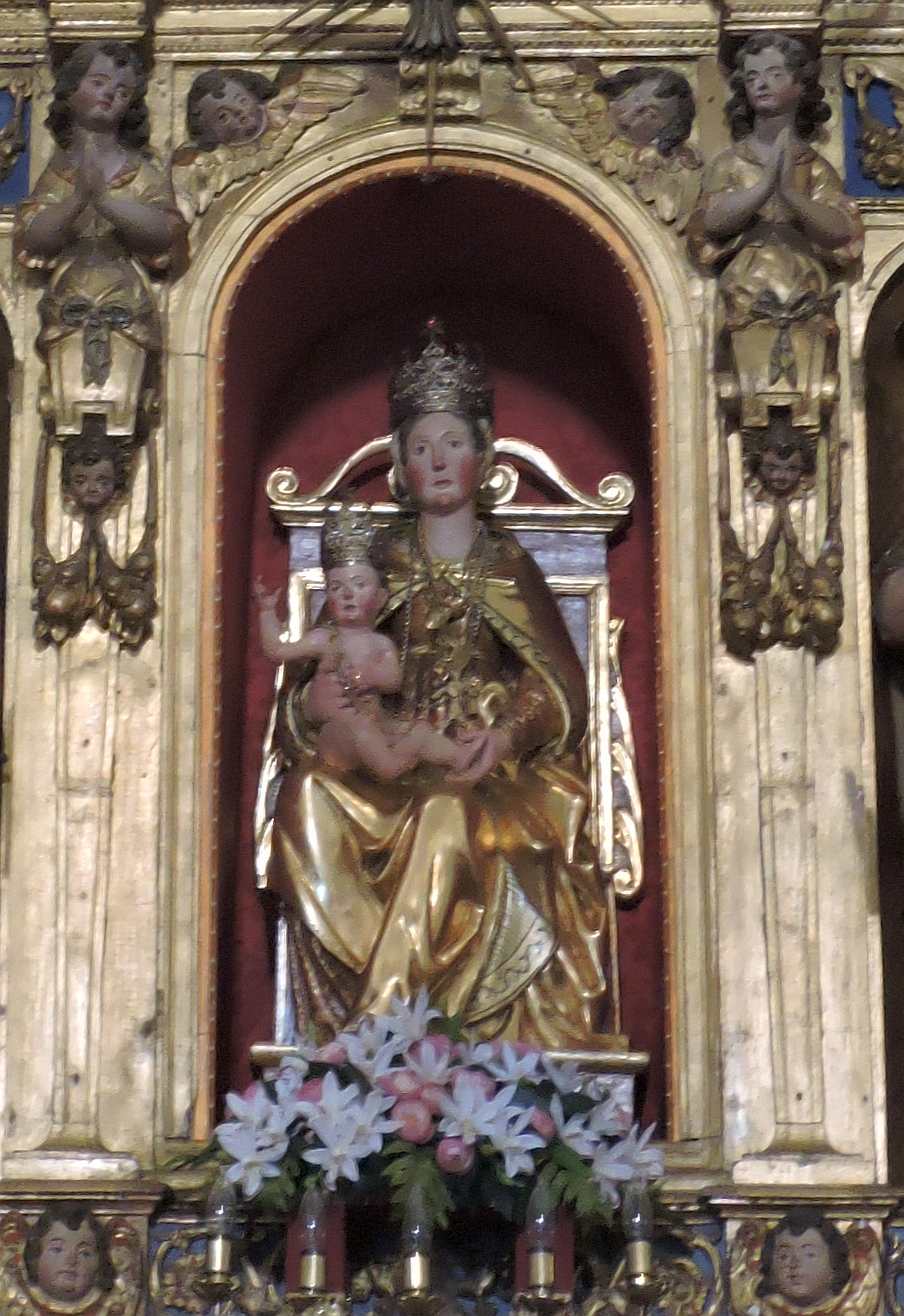
La statua lignea della Madonna

La prima chiesa venne costruita, presumibilmente sulle rovine di un tempio pagano, nel V secolo per volontà di Vigilio, vescovo di Brescia. L'edificio subì varie ristrutturazioni fino ai lavori risalenti al Cinquecento. L'interno venne modificato nel secolo successivo con l'inserimento di un nuovo presbiterio. Il campanile invece fu costruito nel 1750.

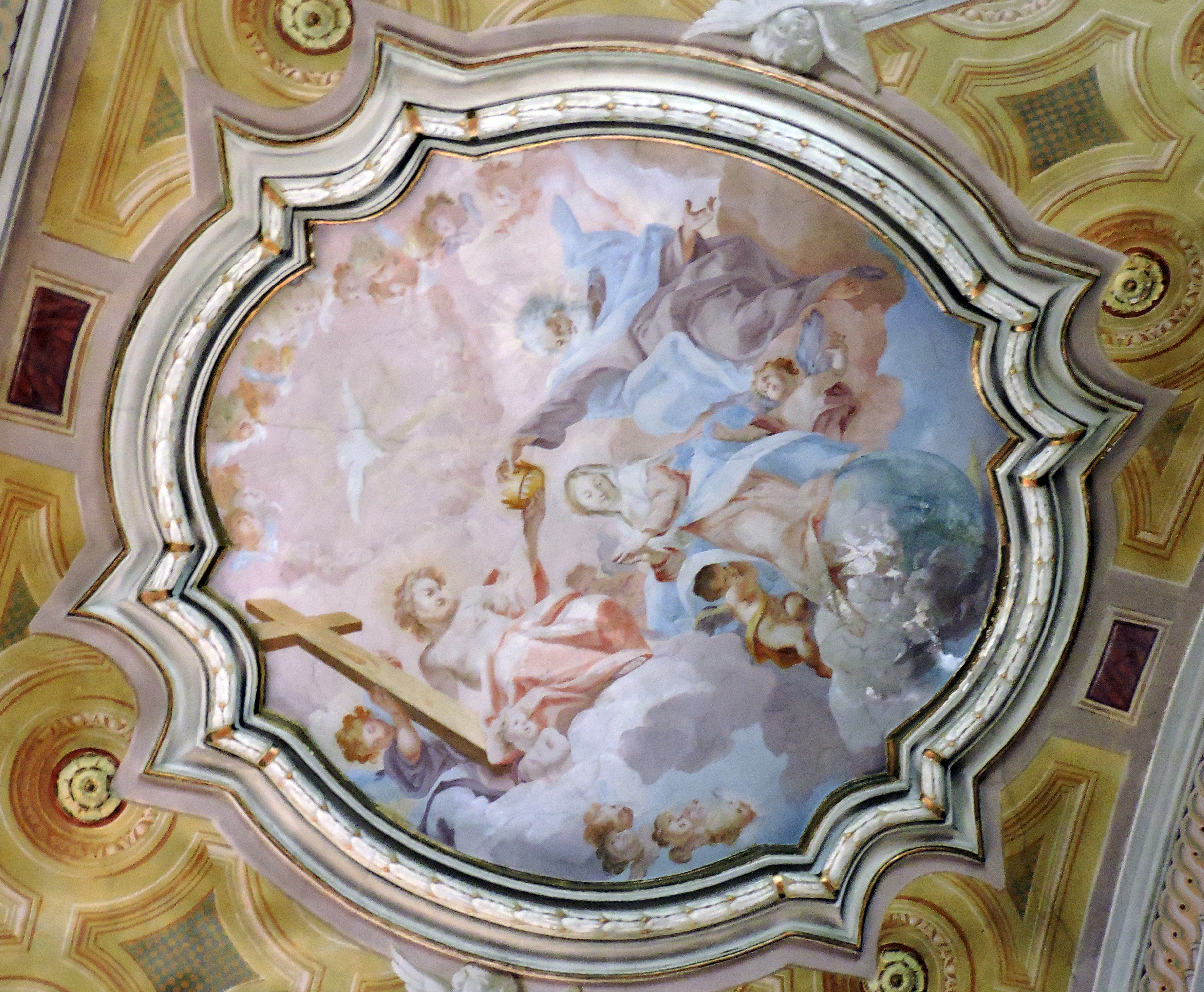
Affreschi della volta

Il santuario fu la prima chiesa dedicata alla Madonna ad essere costruita nella zona del lago di Iseo. La statua lignea venerata nel santuario risale al XII secolo ed è nota con il nome di Madonna della Ceriola probabilmente perché l'essenza legnosa utilizzata è il cerro. Rappresenta la Vergine in trono con in braccio il Bambino.
All'interno del santuario, oltre ad alcuni affreschi e dipinti e a due pregevoli sculture che fiancheggiano la statua della vergine, sono ospitati anche numerosi ex-voto che ricordano le grazie attribuite alla Madonna. Tra queste una di quelle che ebbero maggiore risonanza fu la protezione accordata agli abitanti dell'isola contro una epidemia di colera scoppiata in Lombardia nel 1836: in segno di ringraziamento viene tuttora celebrata, ogni seconda domenica di luglio, la festa detta della Madonna del Colera.
Nel 1924 avvenne una solenne incoronazione della statua; la corona d'oro era stata fabbricata grazie alla fusione di gioielli donati dagli abitanti di Monte Isola.

## Accesso al santuario

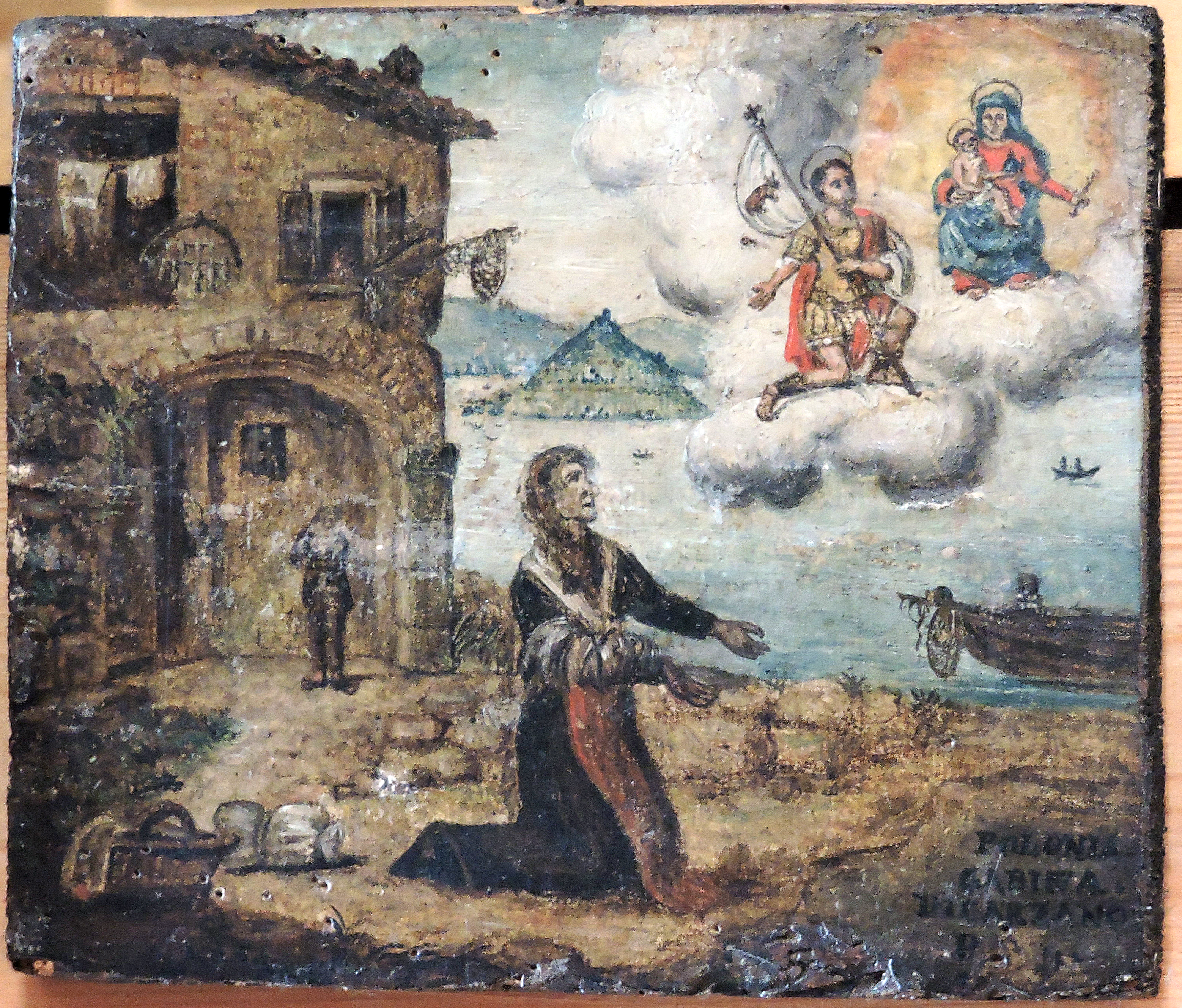
Uno degli ex-voto

Il santuario è servito da una mulattiera acciottolata che la collega alla località Cure (466 m s.l.m.). È anche possibile salire a piedi, con un percorso più lungo, per un sentiero che parte nei pressi dell'imbarcadero di Peschiera Maraglio.
Lungo il percorso che porta al santuario sono presenti 15 cappelle che celebrano i misteri del rosario, realizzate nella seconda metà del Novecento.